# Shiraghy Island
Shiraghy Island är en ö i republiken Irland.   Den ligger i grevskapet Maigh Eo och provinsen Connacht, i den nordvästra delen av landet. Ön har nästan ingen växtlighet.